# Arthur Cecil Pigou
Arthur Cecil Pigou (Wight-sziget, 1877. november 18. – Cambridge 1959. március 7.) angol közgazdász.
A Cambridge-i Egyetem Közgazdasági Iskola tanáraként számos cambridge-i közgazdászt tanított. Munkája a közgazdaságtan számos területére kiterjedt, különösen a jóléti közgazdaságtanra, az üzleti ciklus elméletére, a munkanélküliségre, az államháztartásra, az indexszámokra. Szolgált több állami bizottságban, köztük a Cunliffe-bizottságban és az 1919-es királyi jövedelemadó-bizottságban.

## Írásai (választás)
- Wealth and Welfare, London (1912, online)
- The Economics of Welfare (1920, online)
- The Theory of Unemployment, London (1933, online)
- Essays in Economics, London (1952)
- további írásai  itt: archive.org

## Fordítás
Ez a szócikk részben vagy egészben  az   Arthur Cecil Pigou című angol Wikipédia-szócikk ezen változatának fordításán alapul.  Az eredeti cikk szerkesztőit annak laptörténete sorolja fel. Ez a jelzés csupán a megfogalmazás eredetét és a szerzői jogokat jelzi, nem szolgál a cikkben szereplő információk forrásmegjelöléseként.